# جان هللو
جان هللو (بالفرنسية: Jean Helleu)‏ (بالفرنسية جان هللو). سياسي فرنسي.
ولد جان هللو بتاريخ 26 حزيران 1885 في باريس، ومات فيها بتاريخ 30 أيار 1955.

## هللو مندوباً لفرنسا في سوريا ولبنان
عين هللو مندوباً سامياً لفرنسا الحرة في سوريا ولبنان، خلفاً للجنرال كاترو، بتاريخ 8 حزيران 1943.
وحل المفوض السامي جان هللو مجلس النواب في لبنان واوقف العمل بالدستور في عام 1943